# Metactinolaimus kreisi
Metactinolaimus kreisi är en rundmaskart. Metactinolaimus kreisi ingår i släktet Metactinolaimus och familjen Dorylaimidae. Inga underarter finns listade i Catalogue of Life.